# Brown County (Nebraska)
Das Brown County ist ein County im US-Bundesstaat Nebraska. Der Verwaltungssitz (County Seat) ist Ainsworth, das nach Captain James E. Ainsworth benannt wurde, der den Bau der Eisenbahnlinie überwachte. Im Bereich des Countys liegt ein Teil des Niobrara Valley Preserve.

## Geographie
Das County liegt fast im äußersten Norden von Nebraska, ist im Norden etwa 30 km von South Dakota entfernt und hat eine Fläche von 3173 Quadratkilometern, davon 10 Quadratkilometer Wasserfläche. Es grenzt an folgende Countys:
|               | Keya Paha County |             |
| Cherry County |                  | Rock County |
|               | Blaine County    | Loup County |

## Geschichte
Brown County wurde 1883 auf ehemaligen Indianerland gebildet. Benannt wurde es wahrscheinlich nach zwei Staatsmännern namens Brown.
Ein Bauwerk des Countys ist im National Register of Historic Places eingetragen (Stand 9. Februar 2018), das Miller Hotel.

## Demografische Daten

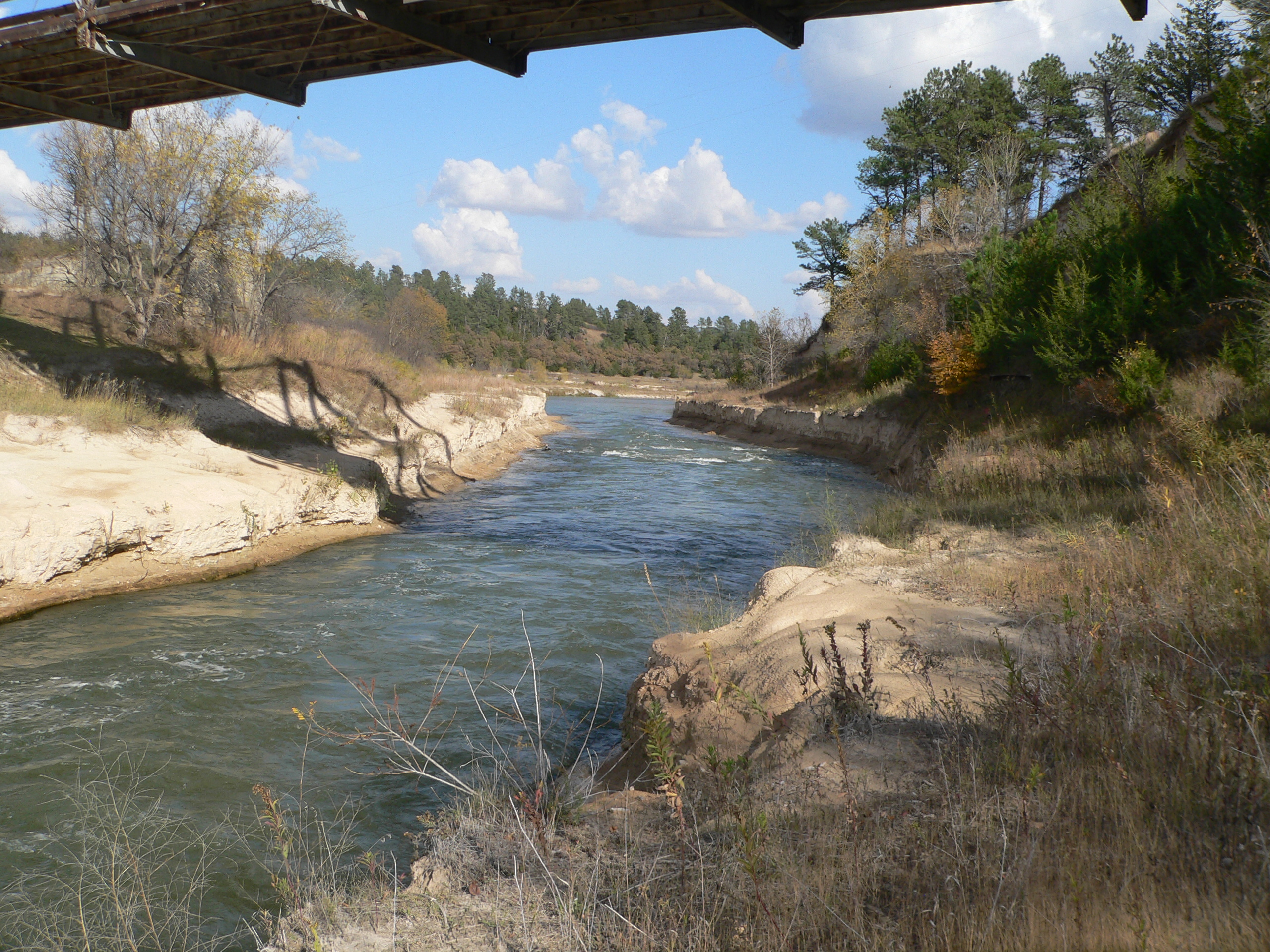
Der Niobrara River

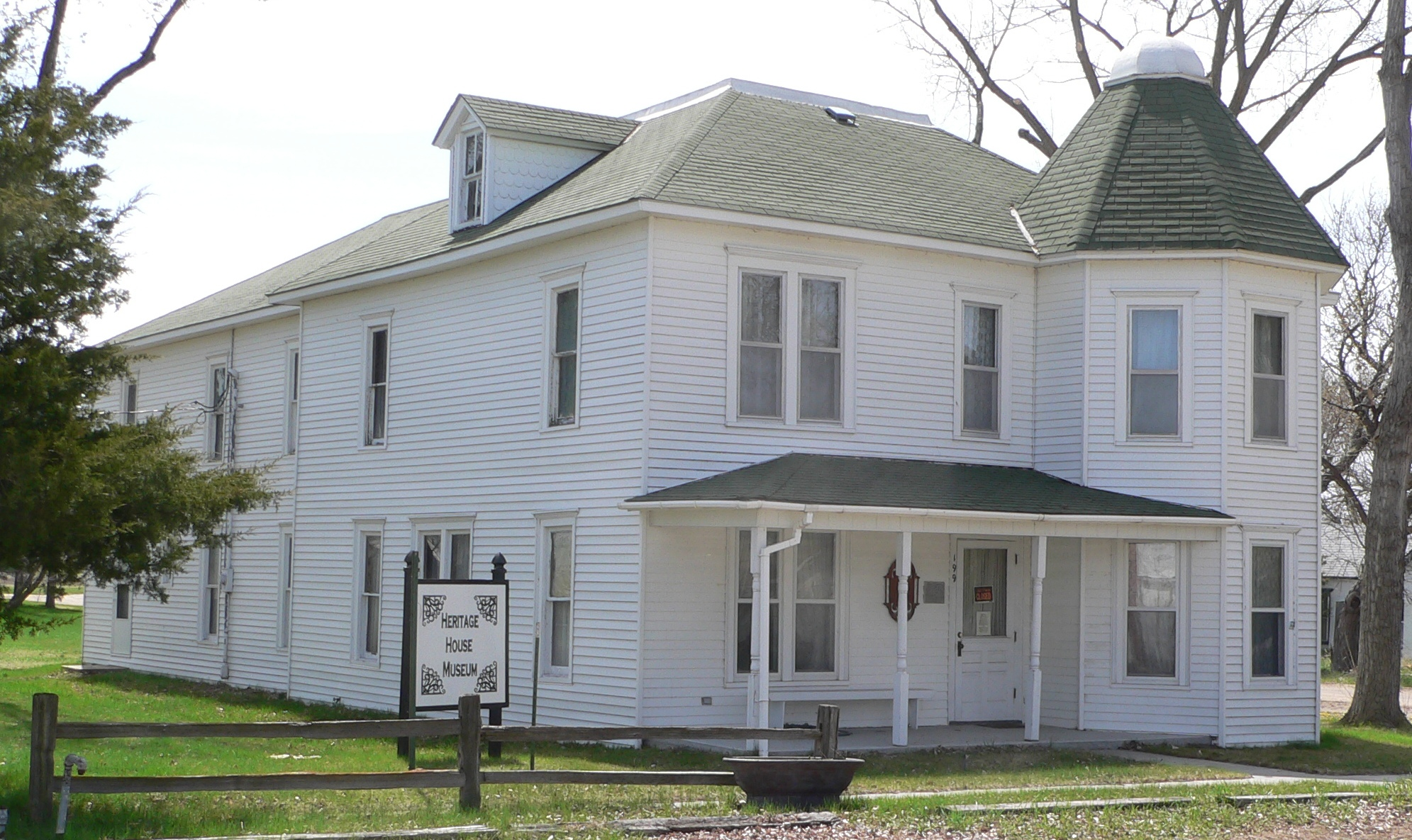
Das Miller Hotel, gelistet im NRHP

Nach der Volkszählung im Jahr 2000 lebten im Brown County 3525 Menschen in 1530 Haushalten und 996 Familien. Die Bevölkerungsdichte betrug 1 Einwohner pro Quadratkilometer. Ethnisch betrachtet setzte sich die Bevölkerung zusammen aus 98,64 Prozent Weißen, 0,03 Prozent Afroamerikanern, 0,20 Prozent amerikanischen Ureinwohnern, 0,26 Prozent Asiaten, 0,03 Prozent Bewohnern aus dem pazifischen Inselraum und 0,23 Prozent aus anderen ethnischen Gruppen; 0,62 Prozent stammten von zwei oder mehr Ethnien ab. 0,82 Prozent der Bevölkerung waren spanischer oder lateinamerikanischer Abstammung, die verschiedenen der genannten Gruppen angehörten.
Von den 1530 Haushalten hatten 26,6 Prozent Kinder und Jugendliche unter 18 Jahre, die bei ihnen lebten. 57,0 Prozent waren verheiratete, zusammenlebende Paare, 5,9 Prozent waren allein erziehende Mütter, 34,9 Prozent waren keine Familien, 31,6 Prozent waren Singlehaushalte und in 16,9 Prozent lebten Menschen im Alter von 65 Jahren oder darüber. Die Durchschnittshaushaltsgröße lag bei 2,27 und die durchschnittliche Familiengröße bei 2,86 Personen.
Auf das gesamte County bezogen setzte sich die Bevölkerung zusammen aus 24,8 Prozent Einwohnern unter 18 Jahren, 5,2 Prozent zwischen 18 und 24 Jahren, 22,8 Prozent zwischen 25 und 44 Jahren, 24,7 Prozent zwischen 45 und 64 Jahren und 22,5 Prozent waren 65 Jahre alt oder darüber. Das Durchschnittsalter betrug 43 Jahre. Auf 100 weibliche kamen statistisch 96,5 männliche Personen. Auf 100 Frauen im Alter von 18 Jahren oder darüber kamen statistisch 92,3 Männer.

Das jährliche Durchschnittseinkommen eines Haushalts betrug 28.356 USD, das Durchschnittseinkommen der Familien betrug 35.029 USD. Männer hatten ein Durchschnittseinkommen von 23.986 USD, Frauen 17.135 USD. Das Prokopfeinkommen betrug 15.924 USD. 8,5 Prozent der Familien und 11,1 Prozent der Bevölkerung lebten unterhalb der Armutsgrenze. Davon waren 14,7 Prozent Kinder oder Jugendliche unter 18 Jahre und 6,8 Prozent waren Menschen über 65 Jahre.

## Städte und Gemeinden
- Ainsworth
- Johnstown
- Long Pine